# Al-Ashoosh
El yacimiento arqueológico de Al-Ashoosh es un asentamiento del tercer milenio a. C. situado a 70 km al sur de Dubai en los Emiratos Árabes Unidos (EAU). Constituye un raro ejemplo de ocupación humana en el desierto de Rub al-Jali durante la periodo Umm al-Nar. Los arqueólogos creen que Al-Ashoosh fue un asentamiento estacional ocupado por una comunidad de cazadores/pastores, que probablemente ocuparon estructuras de materiales perecederos, durante la segunda mitad del tercer milenio a. C. (2500-2000 a. C.). Se cree que el nivel freático era más alto, lo que permitía el asentamiento en el interior de lo que hoy es una llanura árida  con un pozo de agua salobre. En el yacimiento se fabricaban herramientas de piedra.

## El yacimiento
El Ayuntamiento de Dubái y el Instituto de Arqueología Sanisera realizaron excavaciones en el yacimiento entre noviembre de 2015 y mayo de 2016. El yacimiento se descubrió durante dos temporadas de prospección en 2002-2003 tras el descubrimiento de un cercano centro metalúrgico de yacimiento arqueológico de Saruq Al Hadid de la Edad del Hierro, y se encuentra a 8 km de dicho yacimiento.
Las prospecciones llevadas a cabo en la zona por el Ayuntamiento de Dubai y el Departamento de Antigüedades de Jordania identificaron 33 yacimientos arqueológicos datados entre la prehistoria y el periodo islámico tardío. En 2006-2007 se llevaron a cabo investigaciones arqueológicas más detalladas en la zona de Al-Ashoosh, que incluyeron prospecciones, excavaciones y muestreos geológicos.
El yacimiento de Al-Ashoosh ocupa una superficie aproximada de 1,3 hectáreas y comprende una zona vallada de dunas bajas que rodean un gran tell, o montículo, de 1,5-2 m de altura. El yacimiento está dividido en dos partes distintas, denominadas áreas A y B. El área A, la principal, abarca unos 350 m² y representa un basurero de una sola fase situado en una duna natural. Ha producido una gran cantidad de material, incluidos restos de fauna, lítica, carbón y una pequeña cantidad de cerámica. No hay indicios de ninguna estructura en el yacimiento. La datación por radiocarbono de los materiales recuperados data el yacimiento del periodo de  la cultura de Wadi Suq de Umm Al Nar.
A 50 m al suroeste, el área B ha revelado ocho hornos, construidos con anillos irregulares de arcilla que descienden hasta las bases de las estructuras que se asientan directamente sobre el lecho rocoso. Se cree que son un tipo de horno tandur. Durante las excavaciones en Al-Ashoosh se recuperaron casi 300 kg de restos faunísticos. 
Entre los hallazgos del yacimiento se encuentran sellos inusuales relacionados con Dilmún, herramientas de piedra y cerámica del tipo Umm Al Nar negro sobre rojo.